# Айхі
Айхі (Іхі; Харсомтус) — давньоєгипетський бог музики (за іншою версією, бог саме систра). Його зображували у вигляді людини, яка в стані трансу грає на сістрі. Іноді Айхі зображали у вигляді маленької голої дитини з пальцем у роті або у вигляді хлопчика з «локоном юності» та сістром. Ім'я Айхі ймовірно означає «той, що грає на сістрі». Син богині неба, любові, жіночності та краси Хатхор. Стосовно батька існує кілька версій: Хор Бехдетський, Ра, Хор.
Його численні зображення можна знайти за 60 км від Луксора, в стародавньому місті Дендера (Тантери) (відомий як Тентіріс в стародавній Греції), Верхній Єгипет. Там само є сцена його народження й низка зображень богині Хатхор.
За однією з версій, Гор є братом Айхі. Народження молодого бога ототожнювали з об'єднанням верхнього та нижнього Єгипту. Богу Айхі поклонялися як і Гору та Хатхор в Дендері.